# 共养香肠样杆菌属
共养香肠样杆菌属（学名：Syntrophobotulus）为蛋白胨链球菌科的一个属。该属的模式种为Syntrophobotulus glycolicus。

## 下属物种
- Syntrophobotulus glycolicus Friedrich et al. 1996